# وحدة عدم انقطاع التغذية
وحدة عدم انقطاع التغذية (بالإنجليزية: uninterruptible power supply)‏ اختصاراً UPS، هو مزود طاقة للأجهزة الحاسوبية أو الصناعية أو المخبرية الحساسة لتغيرات الجهد الكهربائي والتي يمكن أن تفقد معلومات مهمة عند الانقطاع المفاجئ للتيار الكهربائي.
تختلف وحدة عدم انقطاع التغذية عن نظام الطاقة المساعدة أو الطوارئ أو المولد الاحتياطي من حيث أنه سيوفر حماية شبه فورية من انقطاعات طاقة الإدخال ، من خلال توفير الطاقة المخزنة في البطاريات أو المكثفات الفائقة أو حدافة تخزين الطاقة. وقت التشغيل على البطارية لمعظم مصادر الطاقة غير المنقطعة قصير نسبيًا (بضع دقائق فقط) ولكن هذا الوقت كافٍ لبدء تشغيل مصدر طاقة احتياطي أو لإيقاف تشغيل المعدات المحمية بشكل صحيح. إنه نوع من أنظمة الطاقة المستمرة.
هناك نوعان رئيسيان لوحدة عدم انقطاع التغذية:
- وحدة عدم انقطاع التغذية الدوارة، الذي يتم تغذية الحمل المهم بواسطة مولدة كهربائية تدار بواسطة محرك كهربائي في الحالة الأعتيادية وفي حالة الطوارئ وانقطاع التيار الكهربائي الأساسي للشبكة الكهربائية (التي تمد المحرك بالتيار) يتم الإعاز إلى ماكنة ديزل المتصلة بالمنظومة باشتغال وتدوير المولد الكهربائي (عند انقطاع التيار عن المحرك الكهربائي)، وهذا النوع من المزودات يستخدم عادة للأحمال ذات السعات الكبيرة ولما يزيد عن 100 كيلو فولت أمبير.
- وحدة عدم انقطاع التغذية الساكنة، الذي يتكون من بطارية كهربائية قابلة للشحن، تخزن طاقة كهربائية لتزويد الجهاز بها فور انقطاع التيار الكهربائي عنه، ما يتيح إجراء حفظ المعلومات التي يعمل عليها وإتاحة إيقاف تشغيل آمن للجهاز. يستخدم هذا النوع من المزودات عادة للأحمال ذات السعات الصغيرة أو المحدودة نسبياً والتي هي بحدود لا تتجاوز 100 كيلو فولت أمبير.

## مستويات حماية الطاقة
توفر هياكل مزود الطاقة اللامنقطعة المختلفة مستويات محددة من حماية الطاقة. تنتمي إلى واحدة من هذه الهياكل الثلاثة: الاستعداد ، والتفاعلية الخطية ، والتحويل المزدوج.

### الاستعداد
هو أبسط طوبولوجيا مزود الطاقة اللامنقطعة. يلجأ مزود الطاقة اللامنقطعة الاحتياطية إلى طاقة البطارية الاحتياطية في حالة حدوث مشكلات طاقة شائعة مثل انقطاع التيار الكهربائي أو انخفاض الجهد أو زيادة الجهد. عندما تنخفض طاقة المرافق الواردة أدناه أو ترتفع فوق مستويات الجهد الآمنة ، يتحول مزود الطاقة اللامنقطعة إلى طاقة بطارية التيار المستمر ثم يحولها إلى طاقة التيار المتردد لتشغيل المعدات المتصلة. تم تصميم هذه النماذج للإلكترونيات الاستهلاكية وأجهزة الكمبيوتر للمبتدئين وأنظمة نقاط البيع وأنظمة الأمان وغيرها من المعدات الإلكترونية الأساسية.

### التفاعلية الخطية
يشتمل خط مزود الطاقة اللامنقطعة التفاعلي على تقنية تسمح له بتصحيح تقلبات الطاقة الطفيفة (الفولتية المنخفضة والجهد الزائد) دون التبديل إلى البطارية.

### التحويل المزدوج
يوفر مزود الطاقة اللامنقطعة مزدوج التحويل (عبر الإنترنت) طاقة متسقة ونظيفة وشبه مثالية بغض النظر عن حالة الطاقة الواردة. يقوم مزود الطاقة اللامنقطعة بتحويل طاقة التيار المتردد الواردة إلى تيار مستمر ، ثم يعود إلى التيار المتردد. تعمل أنظمة مزود الطاقة اللامنقطعة مع هذه التقنية على طاقة تيار مستمر معزولة بنسبة 100 في المائة من الوقت ولديها وقت نقل صفري لأنها لا تحتاج أبدًا إلى التبديل إلى طاقة التيار المستمر.

## الاضطرابات
اعتمادًا على الهيكل ، يحمي UPS الأنظمة المتصلة من الأخطاء التالية:
- إنقطاع الطاقة
- انخفاض الجهد
- ارتفاع الجهد
- انحراف التردد
- الاهتزاز

تعد أعطال الطاقة الأكبر نادرًا نسبيًا في الاتحاد الأوروبي ، 14 دقيقة سنويًا في ألمانيا. ومع ذلك ، من خلال التبديل بين التيارات الكبيرة ، هناك تداعيات غير مرغوب فيها باستمرار على شبكة الطاقة. على سبيل المثال ، ماس كهربائى وتيارات تدفق مصدر طاقة اللحام أو أكبر محرك كهربائي ستسبب انخفاض الجهد. تحدث زيادات الجهد ، على سبيل المثال ، عند إيقاف تشغيل الأحمال الكبيرة أو عندما تكون هناك ضربات بعيدة البرق. يمكن أن تتضرر الأجهزة الحساسة في وظيفتها أو تتلف. على الرغم من أن موردي الطاقة يضبطون باستمرار جهد الشبكة و تردد الشبكة عند نقاط التغذية في شبكة الطاقة ، فإنهم يعوضون فقط مجموع الاضطرابات. يمكن أن تعوض UPS التقلبات والفشل المحلي عن طريق تغذية الأجهزة المتصلة بالطاقة الكهربائية من مركم ، والتي يتم إعادة شحنها باستمرار من شبكة الطاقة.